# Gosport
Gosport è una cittadina e un borgo dell'Hampshire, Inghilterra, Regno Unito.

## Amministrazione

### Gemellaggi
Royan, dal 1959